# Ischnodemus quadratus
Ischnodemus quadratus är en insektsart som beskrevs av Franz Xaver Fieber 1837. Ischnodemus quadratus ingår i släktet Ischnodemus och familjen Blissidae. Inga underarter finns listade i Catalogue of Life.